# Maura Faial
Maura de Fátima Santos Faial (Benguela, 7 de julho de 1970) é uma ex-andebolista angolana. Representou seu país, Angola, nos Jogos Olímpicos de Atlanta 1996, onde a equipa angolana terminou em sétimo lugar. Também participou dos Jogos Olímpicos de Sydney 2000.